# 中華開發資本

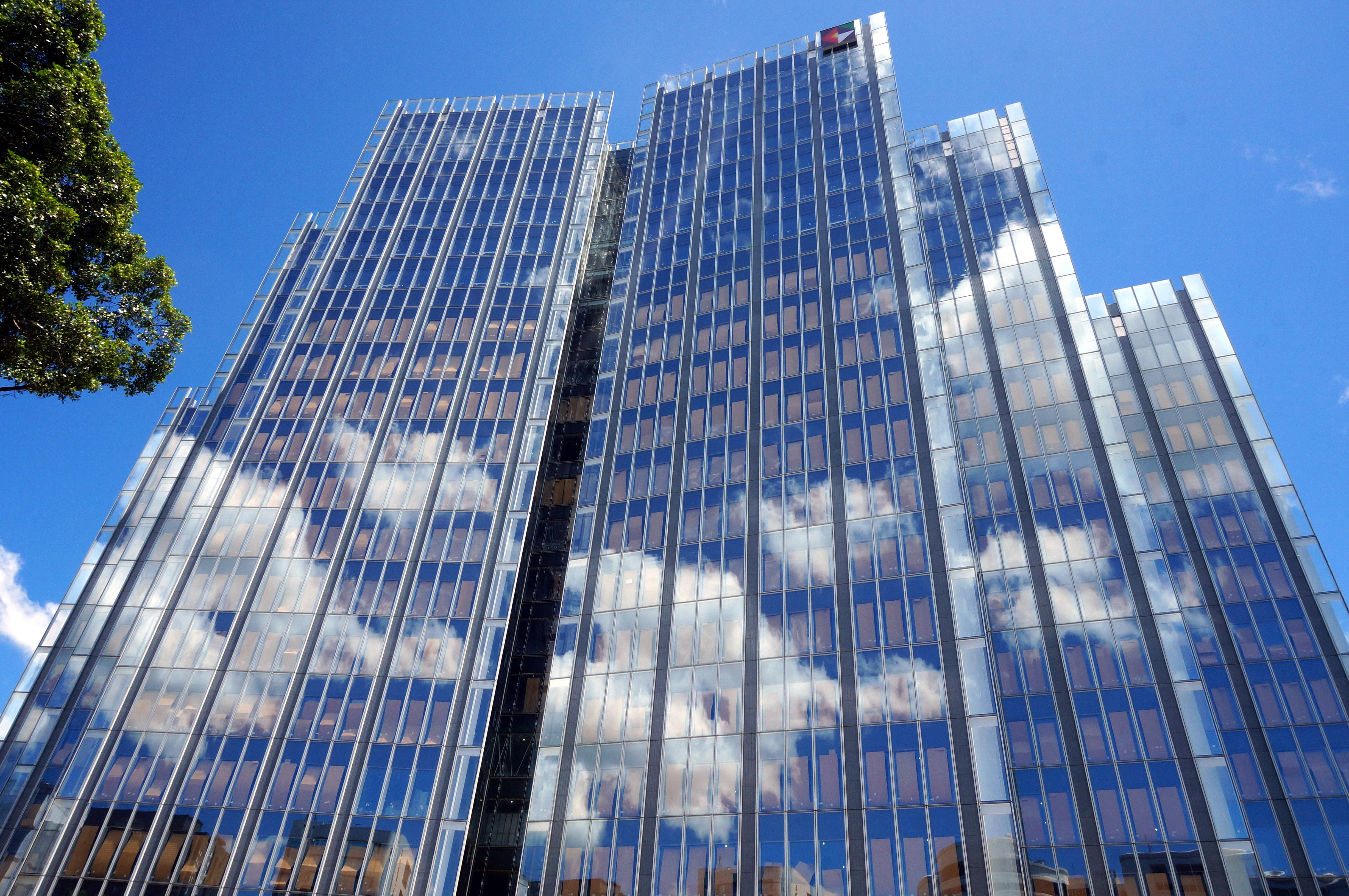
中華開發資本總部所在的凱基金控大樓

中華開發資本，簡稱中華開發，是臺灣的股權投資公司。中華開發資本的前身為「中華開發信託」、「中華開發工業銀行」，以直接投資業務為主，在臺灣佔有創投市場百分之三十的市佔率。

## 前身
- 1959年5月14日，行政院經濟安定委員會與世界銀行合作成立中華開發信託股份有限公司，為台灣第一家以「直接投資」與「企業融資」為主要業務的民營信託金融機構。
- 1999年，中華開發信託公司改制為中華開發工業銀行，英文名稱為China Development Industrial Bank。簡稱為開發銀、開發工銀，英文簡稱為CDIB。

## 歷史
- 1997年亞洲金融風暴後，中華開發信託公司為國內同業中最早開始國際化經營且佈局最完整的券商。
- 1999年，中華開發信託公司改制為中華開發工業銀行股份有限公司。
- 2001年12月28日，中華開發工業銀行在中華民國財政部開放設立金控公司後，以股份轉換的方式，與菁英證券合併成立中華開發金融控股股份有限公司。
- 2014年，開發金控以總金額約新台幣230.94億元合併萬泰商業銀行為子公司，萬泰銀行於2015年更名為凱基商業銀行。
- 2015年5月4日，開發金控完成將開發工銀的企業金融與金融市場業務讓與凱基銀行。
- 2017年3月15日，開發工銀改制更名為中華開發資本股份有限公司，以創投、籌集及管理私募股權為其核心業務[1][2][3]，是開發金控的創投子公司。改制之後，舊有的工業銀行執照已經繳回，轉型為純粹的創投公司[4]。

## 歷任董事長
- 劉泰英
- 陳敏薰
- 陳木在
- 張家祝
- 辜仲瑩[5]

## 外部連結
- 中華開發資本 （页面存档备份，存于）